# Insomniac (album Enrique Iglesiasa)
Insomniac – ósmy studyjny album a zarazem 4 angielskojęzyczny album hiszpańskiego piosenkarza Enrique Iglesiasa. Album został wydany 11 czerwca 2007 roku. Album wyprodukowali John Shanks, Kristian Lundin, Sean Garrett, Anders Bagge, Jesper Andersen, Mark Taylor, Stargate i Maratone.
W Polsce nagrania uzyskały status złotej płyty.

## Lista utworów
1. „Ring My Bells” – 3:55
2. „Push” – 3:52
3. „Do You Know? (The Ping Pong Song)” – 3:38
4. „Somebody's Me” – 3:58
5. „On Top Of You” – 3:39
6. „Tired of Being Sorry” – 4:01
7. „Miss You” – 3:21
8. „Wish I Was Your Lover” – 3:25
9. „Little Girl” – 3:46
10. „Stay Here Tonight” – 4:13
11. „Sweet Isabel” – 3:13
12. „Don't You Forget About Me” – 3:11
13. „Dimelo” – 3:38
14. „Alguien Soy Yo” – 3:59
15. „Amigo Vulnerable” – 4:01